# 日米通商航海条約
日米通商航海条約（にちべいつうしょうこうかいじょうやく）とは、日本とアメリカ合衆国との条約で、以下の諸条約がある。
1. 1894年（明治27年）11月22日調印、1899年（明治32年）7月17日発効の通称「陸奥条約」（むつじょうやく）。
2. 1911年（明治44年）2月21日調印、同年4月4日発効の通称「小村条約」（こむらじょうやく）。
3. 1953年（昭和28年）4月2日調印、同年10月30日発効の日米友好通商航海条約（にちべいゆうこうつうしょうこうかいじょうやく）。

2.は日本が関税自主権を完全に回復し、不平等条約の改正に成功した条約。

## 「陸奥条約」

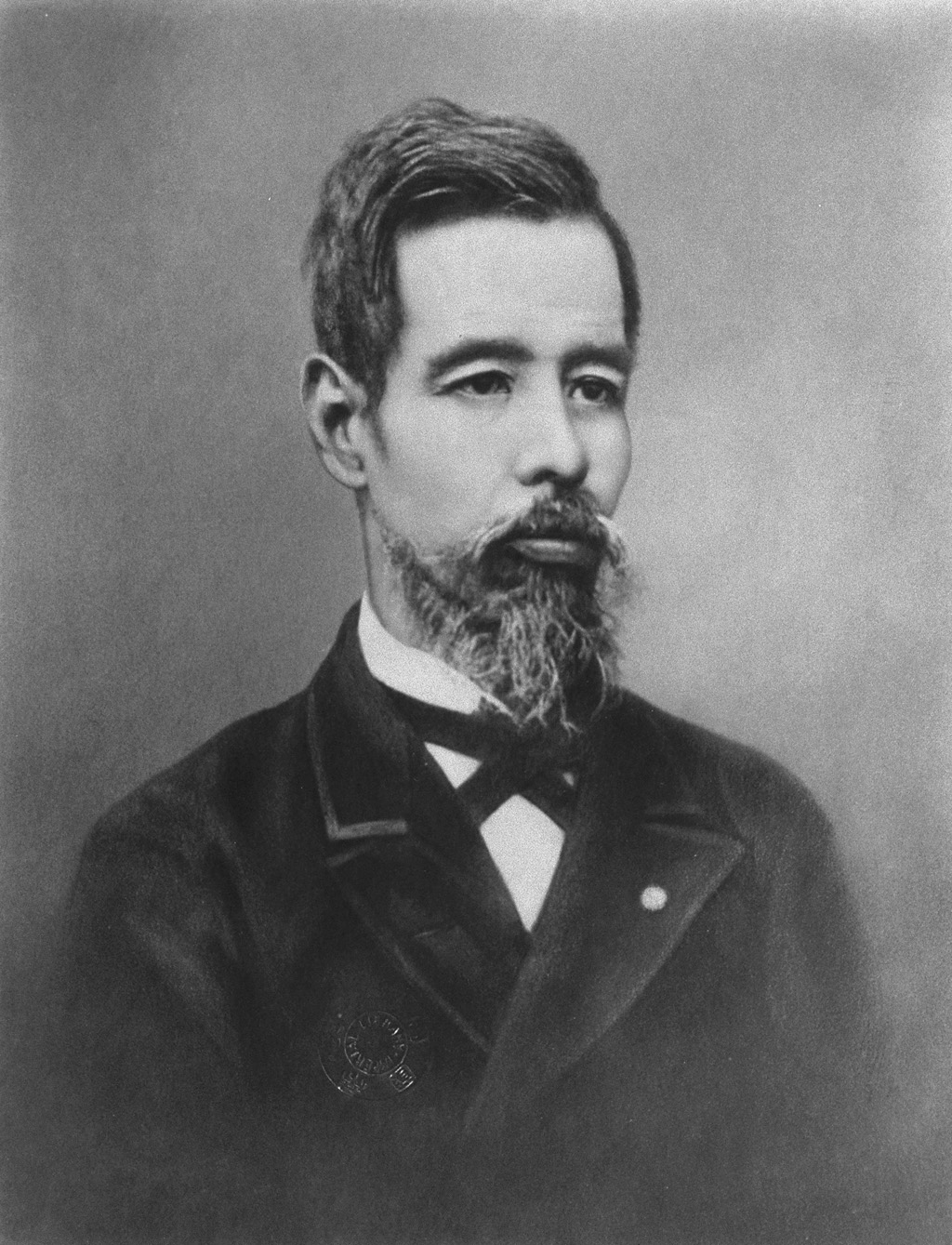
陸奥宗光

日米修好通商条約にかわり、陸奥宗光外相時代（第2次伊藤内閣、伊藤博文首相）の1894年（明治27年）11月22日、栗野慎一郎駐米公使とウォルター・グレシャム国務長官のあいだで日米通商航海条約が調印され、5年後の1899年（明治32年）7月17日に効力が発生した。陸奥外相時代に締結されたため、日本が他の国と結んだ通商航海条約とともに「陸奥条約」と通称される。これによってアメリカが日本に対し保有していた領事裁判権が撤廃された。ただし、この条約も、その第2条に「アメリカは日本人移民の入国・旅行・居住に対して差別的立法をなしうる」規定を有した。この年の7月16日にイギリスとのあいだで調印された日英通商航海条約をその嚆矢として、1899年7月の発効以後日本の外国人居留地は廃止されて内地雑居状態となった。

## 「小村条約」

### 新通商航海条約の締結

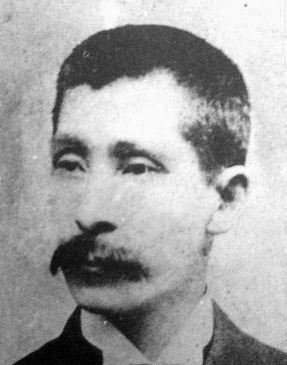
小村壽太郎

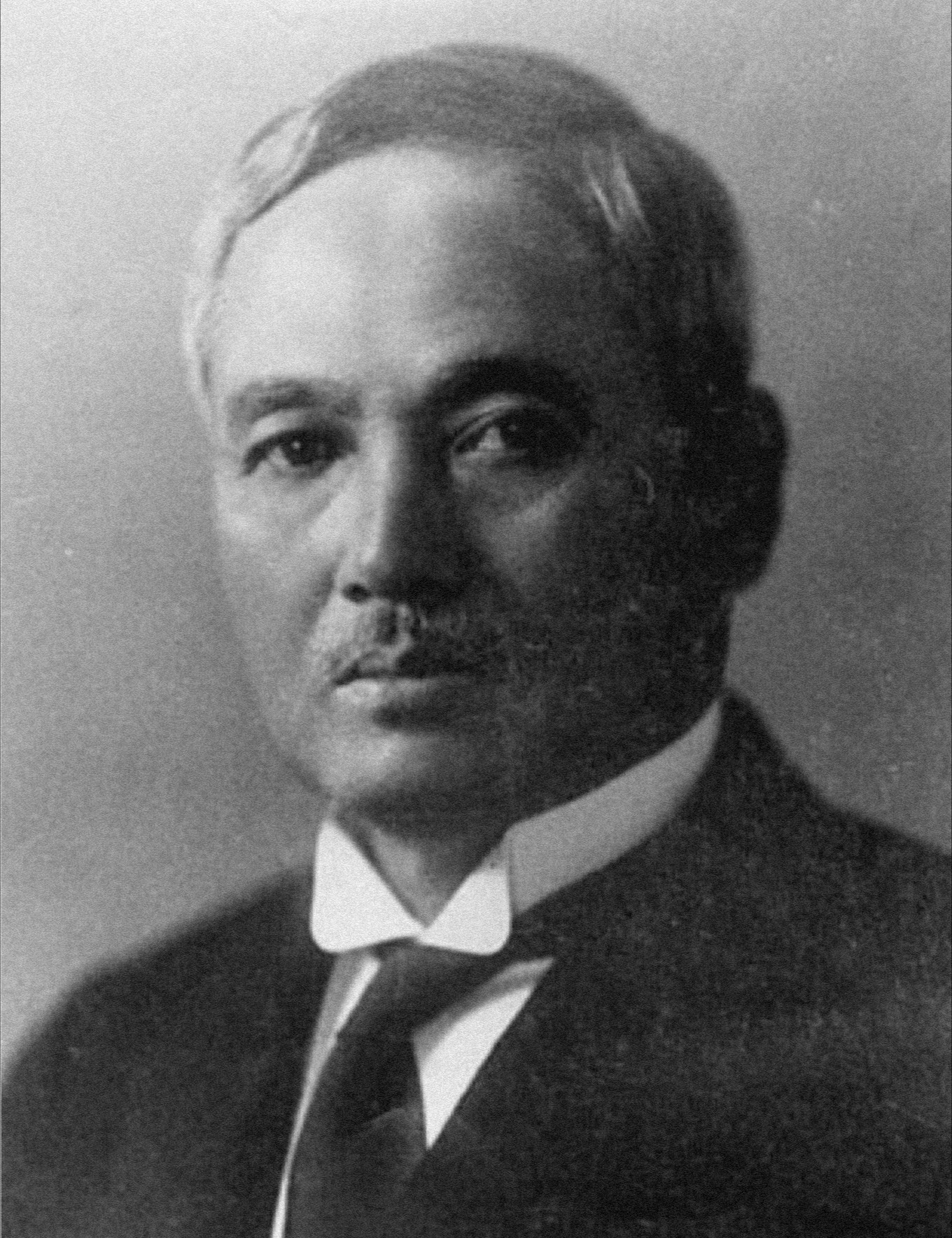
内田康哉

小村の条約改正のなかで列国中もっとも早く締結された通商航海条約で、日本は関税自主権を回復した。
陸奥条約は1911年（明治44年）7月16日が満期日にあたり、1909年（明治42年）8月、第2次桂内閣（桂太郎首相）はそれに向けて条約完全改正の方針を閣議決定した。1910年（明治43年）、桂内閣の外務大臣小村壽太郎が条約規定にしたがって、満期日の1年前にあたることからアメリカも含む13か国に廃棄通告をおこなった。改正交渉は1910年1月から列国とつぎつぎに始まった。日露戦争の勝利により日本の国際的地位は格段に向上しており、日本における立憲政治の充実が海外にも知られ、列国との交渉は順調に進行した。首相桂太郎も専任の大蔵大臣をおかず首相兼任として、小村の条約改正を全面的にバックアップした。1911年（明治44年）2月21日、アメリカのワシントンD.C.で日本の内田康哉駐米大使とフィランダー・C・ノックスアメリカ合衆国国務長官のあいだで新しい日米通商航海条約が調印された。
陸奥の改正した旧通商航海条約には日本人移民をアメリカ政府が国内法で制約できる留保条項が設けられていたが、日本人移民はアメリカによるハワイ併合後の1900年以降さらに顕著に増加し、日本政府は移民に対する差別的法律が合衆国内で制定されるのを防ぐため、1907年（明治40年）および1908年（明治41年）に日米紳士協約を結び、自主的に移民を制限した。しかし問題は解決されなかったので、日本政府は日本人労働者のアメリカ移住に関し過去3年間実施してきた移民の制限と取締りを今後も維持するため新しい通商航海条約を結び、関税自主権を完全回復することに成功した。アメリカは新条約批准にあたり、1907年のハワイにおける日本人移民のアメリカ本土への転航禁止令の有効性について日本側に確認を求め、日本は同意した。新条約は1911年7月17日に発効し、日本は同年、イギリス、フランス、ドイツなどとも同様の改正通商航海条約をむすんで、税権の回復を成し遂げ列国と対等の立場に立つこととなった。しかし、アメリカは1924年（大正13年）、ジョンソン＝リード法（通称「排日移民法」）により紳士協約を一方的に廃棄する。

### 日米通商航海条約廃棄通告
自動車製造事業法が徐々に国際問題化し、続いて日中戦争が勃発、拡大する中、1939年（昭和14年）7月26日、 ルーズベルト政権のコーデル・ハル国務長官が日本の堀内謙介駐米大使をワシントンの国務省に呼び、「日本の中国侵略に抗議する」として本条約の廃棄を通告した。6月には天津にある英仏租界を封鎖した。この問題について東京で有田八郎外相とクレーギー駐日イギリス大使との会談が開かれた。ここで有田・クレーギー協定が締結されたが、アメリカの条約破棄はこれをうけたものである。日本は日中戦争の遂行と占領地の経営にアメリカからの物資・資財・原料の輸入を必要としていたため経済面で打撃を受け、アメリカの破棄通告は、外交的にはイギリスの対日譲歩を牽制するうえで大きな影響があった。阿部内閣の野村吉三郎外務大臣はジョセフ・グルー駐日アメリカ合衆国大使とのあいだに暫定協定締結を試みたが成功せず、通告6か月後の1940年（昭和15年）1月26日に失効した。これにより、日米間は「無条約時代」に入って不安定性がいっそう拡大することとなった。野村はこののち、駐米大使として太平洋戦争開戦まで日米交渉にあたった。

## 日米友好通商航海条約
日本国とアメリカ合衆国との間の友好通商航海条約（にほんこくとアメリカがっしゅうこくとのあいだのゆうこうつうしょうこうかいじょうやく、英：Treaty of Friendship, Commerce and Navigation between Japan and the United States of America）、通称：日米友好通商航海条約（にちべいゆうこうつうしょうこうかいじょうやく）は、日本の主権回復に伴って1953年（昭和28年）4月2日、東京都において締結された日本とアメリカ合衆国との間の条約。同年10月30日に発効した。
日本敗戦後の1951年（昭和26年）9月8日、49カ国がサンフランシスコ講和条約（日本国との平和条約）に署名し、1952年（昭和27年）4月28日に発効した。これにより、国際法上、正式に日本と連合国との間の「戦争状態」は終結したものとされ、連合国軍による占領は終了し日本は主権を回復した。
時の内閣は第4次吉田内閣（吉田茂首相）であり、外務大臣は戦後の対米協調外交を担った一人である岡崎勝男、アメリカ側全権は駐日大使のロバート・ダニエル・マーフィーであった。本条約は、日米間の通商および投資交流の促進のための最恵国待遇および内国民待遇の原則を基礎としており、日本が第二次世界大戦後に旧連合国と締結した最初の通商条約となった。なお、翌年には岡崎外相とジョン・M・アリソン駐日アメリカ大使との間で日米相互防衛援助協定（MSA協定）が結ばれている。